# Rabkavi-Banhatti
Rabkavi-Banhatti è una città dell'India di 70.242 abitanti, situata nel distretto di Bagalkot, nello stato federato del Karnataka. In base al numero di abitanti la città rientra nella classe II (da 50.000 a 99.999 persone).

## Geografia fisica
La città è situata a 16° 28' 0 N e 75° 5' 60 E e ha un'altitudine di 534 m s.l.m..

## Società

### Evoluzione demografica
Al censimento del 2001 la popolazione di Rabkavi-Banhatti assommava a 70.242 persone, delle quali 35.762 maschi e 34.480 femmine. I bambini di età inferiore o uguale ai sei anni assommavano a 9.312, dei quali 4.874 maschi e 4.438 femmine. Infine, coloro che erano in grado di saper almeno leggere e scrivere erano 40.920, dei quali 24.048 maschi e 16.872 femmine.